# إشكاليات الفكر العربي المعاصر
إشكاليات الفكر العربي المعاصر هو كتاب فلسفي من تأليف المفكر والفيلسوف المغربي محمد عابد الجابري، يتناول موضوع الفكر العربي المعاصر خاصة إشكالية الأصالة والمعاصرة، يتكون من 204 صفحة، صدر سنة 1989 عن مركز دراسات الوحدة العربية.

## نبذة عن الكاتب
الجابري مفكر وكاتب مغربي في الفكر والفلسفة والنقد، له عدة مؤلفات في مجال الفكر العربي المعاصر والنقد والفلسفة شارك في عدة ملتقيات وطنية وندوات دولية.

## محتويات الكتاب
يتناول الكتاب الإشكاليات المرتبطة بالفكر العربي المعاصر، من خلال تحليل معنى العديد من المفاهيم والمصطلحات المرتبطة بالفكر العربي. وإبراز الازدواجية فيه، حيث قارن بين الثقافة العربية المتشبتة بالماضي، وثقافة الغرب الداعية للتقدم. محاولا مناقشة حلول لهذه الاشكاليات.
ويتكون الكتاب من عشرة فصول وهي كالآتي:
الفصل الأول: إشكالية الاصالة والمعاصرة في الفكر العربي الحديث والمعاصر: صراع طبقي أم مشكل ثقافي؟
تناول فيه العلاقة بين الفكر والواقع، وازدواجية الأصالة والمعاصرة، ثم سؤال النهضة والتراث والواقع، كما تطرق لمسألة إعادة بنية الوعي وللثقافة القومية والخصوصيات المحلية...
الفصل الثاني: أزمة الإبداع في الفكر العربي المعاصر: أزمة ثقافية...أزمة عقل؟
تطرق فيه الكاتب للفكر كمحتوى وكأداة، ولمفهوم الابداع وأزمة الإبداع في الخطاب العربي المعاصر ثم تحليل شروط تجاوز هذه الأزمة.
الفصل الثالث: مستقبل الفكر العربي وإشكالية التقدم والوحدة:
تناول في هذا الفصل الفكر والثقافة في شموليته، واقع التعليم والثقافة في الوطن العربي، الغزو الثقافي العالمي، ثم اشكالية التقدم والوحدة العربية وخصوصياتها.
الفصل الرابع: من اجل إعادة تأسيس فكرة "الوحدة" في الوعي العربي:
في هذا الفصل تطرق الكتاب لمفهوم الوحدة في المشرق والمغرب ومسألة القطرية، كما خلص في نهاية الفصل إلى ضرورة طرح مسالة "الدولة" في الوطن العربي.
الفصل الخامس: المثقف العربي وإشكالية النهضة: رؤية مستقبلية:
عالج فيه سؤال الهوية وثنائياته( ثنائية الوحدة/التجزئة....الديمقراطية.
الفصل السادس:المشروع الحضاري العربي: بين فلسفة التاريخ وعلم المستقبلات.
طرح فيه عدة قضايا من بينها( المشروع الحضاري الأوروبي وفلسفة التاريخ والمشروع الحضاري العربي و"المستقبل الماضي"
الفصل السابع: العرب والغرب على عتبة العصر التقاني:
انطلق فيه الكاتب من طرح عدة اسئلة من قبيل: لماذا تأخرنا؟ لماذا فشلنا في تحقيق نهضتنا؟ وتطرق للهوة التقانية و" اشكالية نقل التقانة"...
الفصل الثامن: " الروحية" ضرورية... ولكن بأي معنى؟
ناقش في هذا الفصل مفهوم " الروحية" من مرجعيات متعددة: عربية اسلامية واوروبية مسيحية وأوجه الاختلاف.
الفصل التاسع: ثورة 23 يوليوز ومشروعها القومي العربي في مواجهة تحديات المستقبل:
انطلق فيه الكاتب من طرح أسئلة حول المشروع القومي العربي لثورة 23 يوليوز من حيث مضمونه والتحديات التي تواجهه ومدى قدرته على مواجهة قضايا الحاضر وتحديات المستقبل...
الفصل العاشر: الفكر العربي وعالم الغد:
تطرق الكتاب في الفصل الأخير إلى ثلاث محاور لمناقشة الموضوع المطروح: المحور الأول: دور الفكر عموما في العالم المعاصر سواء الغربي أو العربي، المحور الثاني: دور الفكر والايديولوجيا في الوطن العربي في الماضي والحاضر، المحور الثالث: مهام الفكر العربي في المستقبل.

## النقد
يستهلّ محمد عابد الجابري مقدِّمة الطبعة السابعة (2016) من كتابه إشكاليات الفكر العربي المعاصر بتوضيح أنّه «تجميعٌ لمحاضرات ودراسات أُنجزت في مناسبات متباعدة» أراد بها «تنقية الصورة الذهنية المشوَّشة للواقع العربي في الفكر العربي» عبر تحليلٍ عقلانيٍّ يردُّ «الإشكال» إلى مشاكل مُنتظمة يمكن تفكيكها ومعالجتها. وفي قلب هذا المسعى يتصدَّر ثنائيّ «الأصالة/المعاصَرة» بوصفه، في نظر المؤلِّف، إشكاليّةً ثقافيّةً مفروضة خارج الاختيار الحرّ منذ لحظة التوسّع الاستعماري: فالغرب «أصلٌ جديد» ينتمي إلى المستقبل لا إلى الماضي، فيما يجد العرب أنفسهم موزَّعين بين نماذج تراثيّة تتمسّك بالماضي ونماذج غربيّة تُغريهم بالتقدّم، فتتولّد ازدواجيّةٌ تطبع الاقتصاد والسياسة والاجتماع والفكر معًا. ولتجاوز هذا الانشطار، يفصل الجابري بين مستويات الواقع الثلاثة: السياسي، والإيديولوجي، والنظري، معتبرًا أنّ الأصالة/المعاصَرة من الإشكالات النظرية التي «لا تُحلّ إلا بتجاوزها»، بينما ثنائيّات مثل ليبراليّة/اشتراكيّة تعبّر عن خياراتٍ إيديولوجيّة، والقطريّة/القوميّة عن صراعٍ سياسيّ.
غير أنّ هذا التأطير المنهجيّ كان مدخلًا لأبرز سهام النقد؛ فقد رأى جورج طرابيشي أنّ اختزال أزمة النهضة في ثنائيّة ثقافيّة يُفرِغها من جذورها الطبقيّة، ويحوِّلها إلى «معضلةٍ ذهنيّة معلَّقة في فراغ نظريّ»، بينما يقود تقسيم العقل الإسلامي إلى «بيان/عرفان/برهان» إلى تفاضلٍ جغرافيٍّ مزعوم بين «مشرقٍ عرفاني» و«مغربٍ بُرهاني». ومن منظورٍ ماركسيّ، لاحظ هشام غصيب أنّ الجابري، مع إقراره بقيمة الصراع الطبقي محرِّكًا للتاريخ، يعالج القضايا النهضويّة في النهاية بمنطقٍ مثاليٍّ يرفع الوعي فوق البنى الاجتماعيّة، فيغدو مشروعُ التقدّم «عقليًّا محضًا» منبتًّا عن شروطه المادّيّة. كما نبّهت خديجة الصنهاجي إلى أنّ الكتاب –باعتباره تجميعًا غير متزامن– يفتقد إلى «خيطٍ إبستمولوجيٍّ ضابط»، فتأتي الانتقالات بين التاريخيّ والسياسيّ والإيديولوجي «متقطِّعة» لا تكتمل معها الحبكة الحُجاجيّة المطلوبة للعمل التأسيسي.
ويمتدّ النقد إلى ربط أزمة الإبداع –كما يطرحها الجابري– بغياب الاستقلال التاريخي للفكر العربي؛ فهو، في رأي المؤلّف، فكرٌ «يستعير موضوعه من الآخر الماضي أو الآخر الغربي»، ما دام العقل العربي محكومًا بنظم معرفيّة انتهى الصراع بينها بانتصار العرفان وإعلان «استقالة العقل» في عصر الانحطاط. لكن منتقديه يشيرون إلى أنّ الجابري، وهو يندّد بانفصام الثقافة عن المجتمع، يستبقي تعريف «الإبداع» تعريفًا نخبوِيًّا لا يختبره في شروط الإنتاج المادّي أو في سياسات التعليم، ويُرجِع الإخفاق إلى «الهوة التقانيّة» أكثر مما يُرجعه إلى اختيارات الدولة العربيّة في التنمية. كما سُجِّلت عليه «انتقائيّة» في الاقتباس من المراجع، فتبدو بعض أحكامه على فلاسفة العرفان «قاسية وغير موثَّقة».
ومع هذه الملاحظات، يُقرّ أغلب النقّاد بأنّ الكتاب مثّل لحظة تأسيسية في مساءلة الإشكاليات النهضوية ضمن نسقٍ نقديّ عقلاني، ونجح في بلورة رؤية متماسكة لدور الفكر في مشروع التحرر والوحدة. لكن القيمة العلميّة لهذا المشروع ستظلّ رهينة تطوير أدواته المنهجيّة والانتقال من تحليل الخطاب إلى تحليل البنية، ومن الثنائيات المفهومية إلى تحليل الشبكات البنيوية المعقّدة التي تَسِمُ الواقع العربي المعاصر.

## أهمية الكتاب
تكمن أهمية دراسة إشكالية الفكر العربي المعاصر حسب الجابري في مسألتين: المسألة الأولى هي أن العرب يمتلكون تراثاً حياً في نفوسهم وعقولهم وذاكرتهم وكتبهم، بصورة لا نجد لها نظيراً في العالم المعاصر، والمسألة الثانية وهي عمق الهوة التي تفصل بين التراث ومضامينه المعرفية والأيديولوجية وبين الفكر العالمي المعاصر ومنجزاته العلمية والتقنية ومعاييره العقلية والأخلاقية.
وقد ارتبط العنوان “إشكاليات الفكر العربي المعاصر”، بالكتاب حيث تطرّق إلى الإشكاليات المرتبطة بالفكر العربي المعاصر، ومعنى الفكر ودوره في عصرنا اليوم. كما وضّح الازدواجية في فكرنا، مقارنًا بين ثقافتنا التي تُرجعنا إلى الماضي، وثقافة الغرب التي تقوده إلى التّقدم. فحاول الجابريّ من خلال كتابه المساعدة على تجاوز المشكلات، بالوعي والفكر والنقد البنّاء، فمن واجبه أن يحمل على عاتقه هموم شعبه، ويحاول إزالة أكبر قدرٍ ممكنٍ منها".

## موقع الكتاب ضمن مشروع الجابري الفكري
يمثّل كتاب إشكاليات الفكر العربي المعاصر أحد المفاتيح التأسيسية لمشروع محمد عابد الجابري الفكري، إذ يُمكن اعتباره المرحلة الإعدادية التي مهّدت لما سيُعرف لاحقًا باسم "نقد العقل العربي". فالكتاب لا يندرج ضمن العمل التركيبي اللاحق الذي اشتغل عليه الجابري بمنهج إبستمولوجي صارم، لكنه يشكّل أرضية تصوريّة وتحليلية أولى، يتبلور فيها وعي المؤلف بحجم الإشكاليات التي يعاني منها الفكر العربي الحديث، كما يرسم فيها الخرائط الأولية لما سيصير لاحقًا نسقًا نقديًا متكاملاً.
وفي هذا السياق، يُفهم الكتاب لا كمتن نظري مكتفٍ بذاته، بل كمقدمة إشكالية وفكرية تشكّل الجسر بين لحظة التشخيص الثقافي ولحظة التفكيك الإبستمولوجي. وقد انشغل الجابري فيه بتشريح مشكلات الفكر العربي منذ ما يُسمى بـ"عصر النهضة"، من خلال مفاتيح مفاهيمية وثنائيات كبرى مثل الأصالة والمعاصرة، وإشكالية الإبداع، والتقدم والوحدة، والهوية والنهضة. ويعتبر هذا التشخيص بمثابة تمهيد نظري لما سيشكّل فيما بعد لبّ مشروعه في "نقد العقل العربي".
من الناحية المنهجية، يكشف هذا الكتاب عن تحوّلين جوهريين في فكر الجابري: أولهما الانتقال من المقاربة الإيديولوجية إلى المقاربة المعرفية، حيث لم يعد تحليل الإشكاليات نهضويًا أو سياسيًا فقط، بل أصبح تأسيسًا لنقد عقل عربي ذي بنية معرفية محددة. وثانيهما التمهيد المبكر لمفاهيمه الأساسية مثل "العقل المستقيل"، و"النظم المعرفية"، و"القطيعة الإبستمولوجية"، وهي مفاهيم ستأخذ شكلاً نظريًا متماسكًا في ثلاثية نقد العقل العربي لاحقًا.
ويمثّل هذا الكتاب مرحلة انتقالية حاسمة في مشروع الجابري، فهو لا يقدّم أطروحات نهائية بل يختبر أدواته المفاهيمية ومناهجه النقدية، ويعيد ترتيب الأولويات الفكرية. وقد رأى جورج طرابيشي أنّ هذا الكتاب هو «كتاب الأسئلة» لا «كتاب الإجابات»، لأنه يُفصح عن الوعي بالمشكلات دون أن يحسم آليات تجاوزها بشكل صريح.
وعلى هذا الأساس، يمكن القول إن إشكاليات الفكر العربي المعاصر يشكّل ما يمكن تسميته "المرحلة الحفرية" من مشروع الجابري، والتي فيها يجري فرز الإشكاليات التي ستخضع لاحقًا لعملية النقد المعرفي المنظم. وقد ظهرت فيه إشارات مبكرة إلى أهمية تحليل البنية المعرفية للتراث العربي-الإسلامي، وهو ما سيُطوّره لاحقًا من خلال تحليله للنظم المعرفية الثلاثة: البياني والعرفاني والبرهاني.
كما أنّ الكتاب يعبّر عن مرحلة التفاعل المباشر مع الخطاب القومي والماركسي والليبرالي العربي السائد آنذاك، وقد حرص فيه الجابري على أن يكون موجّهًا إلى جمهور واسع من القرّاء والمثقفين، لا إلى النخبة الأكاديمية فقط. وهذا ما يفسّر بُنية الكتاب المفتوحة والأسلوب التحليلي الميسّر، الذي كان مزيجًا من المقالات والمحاضرات والدراسات المتفرقة التي نُظّمت لاحقًا في بنية واحدة.
ويتكامل هذا العمل مع بقية إنتاج الجابري، لا سيما كتابه نحن والتراث (1980) الذي يُعتبر الممهد النظري لمشروع نقد التراث من الخارج، وكتابه تكوين العقل العربي (1984) الذي يفتتح فعليًا مرحلة نقد النظم المعرفية في الثقافة العربية. لذلك فإن إشكاليات الفكر العربي المعاصر يُشكّل – من زاوية التطوّر التاريخي للمشروع – الجسر بين الوعي الإيديولوجي والوعي الإبستمولوجي، وبين تشخيص الأزمة وبناء أدوات حلّها.
وهكذا، تكتسب أهمية الكتاب لا فقط من مضمونه بل من موقعه في تسلسل المشروع، إذ إنّه يمثّل لحظة «بلورة الإشكال» قبل مباشرة عملية «نقد العقل»، كما يعكس الوعي الأولي بالحاجة إلى تجديد أدوات الفكر العربي للخروج من أسر التراث ومنطق الازدواجية الثقافية. وقد ظلّ هذا الوعي ركيزة مركزية في تفكير الجابري، سواء في اشتغاله على الفكر السياسي العربي، أو في قراءته المقارنة للتراث الإسلامي والحداثة الغربية.